# Flugplatz Kaldármelar

i8
i11
i13
Der Flugplatz Kaldármelar (ICAO-Code: BIKA) liegt im Westen von Island in der Gemeinde Borgarbyggð.
Dieser Flugplatz liegt kaum 50 Meter östlich des Snæfellsnesvegurs .
Sein Name bedeutet etwa "Kiesflächen am Fluss Kaldá".

Größere Orte gibt es in der Nähe nicht.
Borgarnes liegt etwa 28 Kilometer südsüdöstlich und Stykkishólmur 40 km nordnordwestlich.
Er wurde 1966 zuerst als Flugplatz für Kranken- und Rettungsflüge gelistet.
Damals gab es noch zwei Start- und Landebahnen: 03/21 mit 700 × 40 m und 17/35, 650 × 35 m, die sich nicht kreuzten.
Im Jahr 1917 ist der Flugplatz nur noch mit der Landebahn 03/21 mit Grasoberfläce und den Maßen 653 × 26 m bei der isländischen Luftfahrtbehörde Isavia aufgeführt.